# Internacionalizmus
Az internacionalizmus (latin eredetű szó, magyarul nemzetköziség) az a politikai elv, ami pártolja a szélesebb és mélyebb nemzetközi együttműködést az államok, a nemzetek, a különböző társadalmi csoportok és a személyek között a társadalmi és gazdasági élet különböző területein. Az internacionalizmus lehet különböző politikai mozgalmak ideológiájának része, de állhat önmagában is, mint önálló politikai doktrína, világnézeti rendszer. Más meghatározás szerint azon irányzatok, elméletek összessége, amelyek az egyéneket és a csoportokat a nemzeti hovatartozástól független közös cselekvésre buzdítják. A munkásmozgalom internacionalizmusa a proletár internacionalizmus.
Az internacionalizmus hívei az internacionalisták, akiknek az a meggyőződésük, hogy az embereknek közös érdekeik érvényesítése érdekében össze kell fogniuk a nemzeti, politikai, faji, etnikai vagy osztályhatárokon átívelően, csakúgy, mint az államoknak és kormányoknak, és a viták során a hosszú távú érdekekre kell figyelemmel lenni a rövid távúakkal szemben.
Az internacionalizmusnak mint eszmerendszernek számos eltérő értelmezése létezik, de ezek általános közös vonása a nacionalizmus és az izolacionizmus elvetése, a nemzetközi intézmények, mint az Egyesült Nemzetek Szervezete és sok más támogatása, valamint a más népek, kultúrák, szokások tisztelete.
A fogalom bizonyos mértékig rokon a globalizmus és a kozmopolitizmus fogalmával, de azoktól lényegesen különbözik.

## Internacionalizmus és hazaszeretet
A szocialisták álláspontját az internacionalizmus és a hazafiság összefüggéseiről Zalka Máté a következőképen fejtette ki:

„Internacionalisták vagyunk, de a szülőföld mindig úgy él szívünkben, mint az első szerelem. Ha nem szereted hazádat, ahol születtél és felnőttél, azt a földet, amely táplált téged, az egét, a falvait, akkor nem érted az internacionalizmus lényegét, más népekkel való kapcsolatod értelmét, amely saját hazád szeretetének érzéséből fakad.”

– Zalka Máté

## Fordítás
- Ez a szócikk részben vagy egészben  az   Internationalism (politics) című angol Wikipédia-szócikk ezen változatának fordításán alapul.  Az eredeti cikk szerkesztőit annak laptörténete sorolja fel. Ez a jelzés csupán a megfogalmazás eredetét és a szerzői jogokat jelzi, nem szolgál a cikkben szereplő információk forrásmegjelöléseként.